# 9. zongoraverseny (Mozart)
Wolfgang Amadeus Mozart Esz-dúr zongoraversenye, a Köchel-jegyzék-ben  271 szám alatt, a köztudatban mint „Jeunehomme-koncert” szerepel.

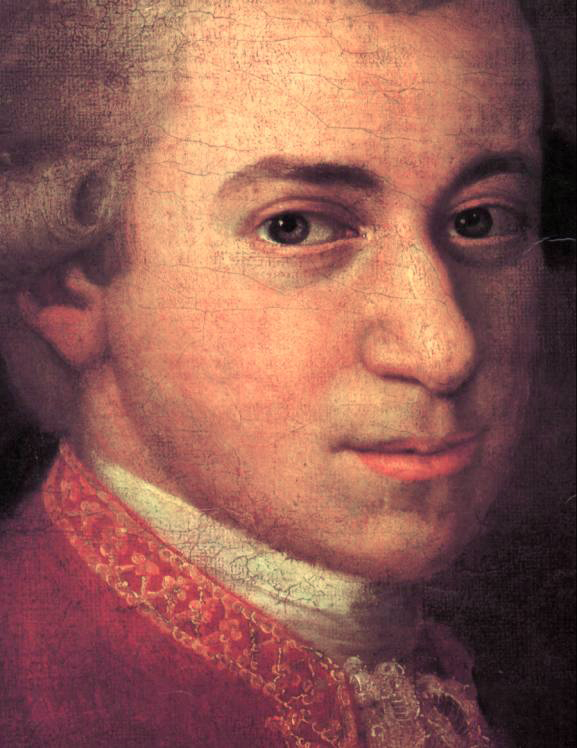

## Keletkezése-története
Wolfgang Amadeus Mozart az Esz-dúr zongoraversenyt 1777-ben, Salzburgban írta.
Jeunehomme (ejtsd: zsönom) kisasszony a maga idejében jó nevű francia zongoraművésznő volt, aki 1776-ban feltehetően Salzburgban is megfordult. Mozart az ő számára komponálta ezt a koncertet.
Pontosan nem tudták megállapítani, ki volt a nevezett művésznő; Michael Lorenz arra jutott, hogy tulajdonképpen Victoire Jenamyról van szó, Jean George Noverre lányáról, aki híres táncos és Mozart barátja volt.

## Szerkezete, jellemzői
A mű hangszerelése a következő: szóló zongora, 2 oboa, 2 kürt, vonósok (2 hegedű, brácsa, cselló, nagybőgő).
Tételei:
1. Allegro
2. Andantino
3. Rondeau. Presto

A darab nem egy szempontból mutat fejlődést a korábbi zongoraversenyekhez képest. Újdonság erejével hat mindjárt a zongora belépése, amely ezúttal nem várja meg a tutti bevezetőjét, hanem nyomban „beleszól” a legelső témába, és részt vesz annak kialakításában. De újszerű a hosszan tartó trillázás is, amely a tulajdonképpeni szóló-belépést előkészíti. A megnyitó témafej egyébként nem áll egyedül Mozart életművében; moll formájában a g-moll vonósötös főtémájaként vált híressé. A c-moll hangnemű lassú tétel fennkölt hangú énekbeszéd, amelyhez hasonlót Jean-Philippe Rameau vagy Christoph Willibald Gluck operáiból ismerhetett Mozart. A zárótétel ugyancsak operai fogantatású, de ezúttal a vígoperák látványos-mozgalmas fináléit idézi fel, mint „közjáték” pedig négy variációval kibővített Asz-dúr menüett illeszkedik a rondó epizódjai közé.
Mozart az első és második tételhez két kadenciát is írt.
Ez a mű Mozart életművében az első nagyobb alkotás, ezért Alfred Einstein elnevezte „Mozart eroicájának”.

## Ismertség-előadási gyakoriság
Hangversenyen, hanglemezen, vagy elektronikus médiákban igen gyakran szereplő darab, egyike a leggyakrabban felhangzó, legnépszerűbb Mozart zongoraversenyeknek.